# Аварийная посадка Ил-76 в Приволжском
Аварийная посадка Ил-76 в Астрахани — авиационное происшествие, произошедшее вечером в среду 21 июня 2000 года. Военно-транспортный самолёт Ил-76МД выполнял военно-пассажирский рейс по доставке на службу на Дальний Восток 210 дагестанских призывников и 11 сопровождающих их офицеров по маршруту Оренбург-2 — Махачкала (Уйташ) — Астрахань (Приволжский) — Новосибирск (Толмачёво) — Возжаевка (аэродром), но, спустя примерно 3 минуты после взлёта, на высоте 800 метров, старший бортовой инженер обнаружил отказ насосов подкачки и перекачки топлива 1-й и 2-йсиловой установки (левого борта). Эту ситуацию смогли решить, но потом произошёл отказ насосов перекачки топлива, бортинженер решил эту проблему, но топливо расходовалось только с одной стороны и возник левый крен, но самолёт остался контролируемым. Тогда экипаж решил вернуться обратно на аэродром базирования Оренбург, чуть позже начали происходить отказы множества систем и экипаж решил сесть на запасную авиабазу Энгельс, но тогда начали отказывать система управления механизацией, шасси и т. д., тогда экипаж решил вернуться на аэродом вылета — Приволжский. В это время загорелось левое крыло. Самолёт приземлился на взлётно-посадочную полосу (ВПП) со скоростью 370 км/ч (на 130 км/ч больше обычной посадочной), в 150 метрах от торца ВПП. После приземления 9 человек получили незначительные травмы, 2 человека получили переломы, но все люди (232 человека), находившиеся на борту, были успешно эвакуированы. После выкатывания за пределы полосы самолёт сначала горел, а потом взорвался.

## Самолёт
Ил-76МД (регистрационный номер RA-76723, заводской 0073475245, серийный 57-02) был выпущен на заводе ТАПОиЧ в феврале 1987 года и в том же месяце получил бортовой номер СССР-76723, а также был передан ВВС СССР, в 192-й гвардейский военно-транспортный авиационный Керченский Краснознаменный полк (192 ВТАП, базирующийся на аэродроме Укурей). Потом самолёт был передан в 117-й отдельный авиационный Берлинский ордена Кутузова полк радиоэлектронной борьбы. В апреле 1997 года получил новый бортовой номер RA-76723. Самолёт оснащён 4 двигателями Д-30КП.

## Экипаж

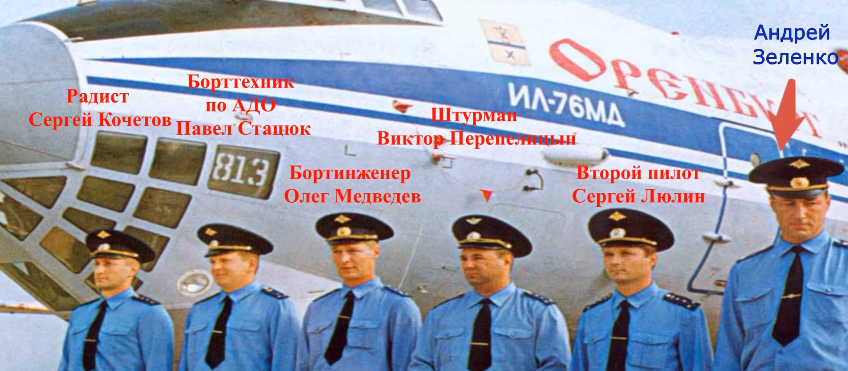
Экипаж Андрея Зеленко

На борту самолёта находились 2 экипажа — командира воздушного судна (КВС) Андрея Жанновича Зеленко и экипаж Рафиса Камалова. Они сменяли друг друга в каждом из рейсов: Оренбург-2—Махачкала (Уйташ) выполнял экипаж Рафиса Камалова, Махачкала—Астрахань (Приволжский)—Новосибирск (Толмачёво) выполнял экипаж Андрея Зеленко, Новосибирск (Толмачёво)—Возжаевка (аэродром) выполнял экипаж Рафиса Камалова.
Экипаж Андрея Зеленко состоял из 6 человек:
- Командир воздушного судна (КВС) — Андрей Жаннович Зеленко.
- Второй пилот — Сергей Люлин.
- Штурман — Виктор Перепелицын.
- Бортинженер — Олег Медведев.
- Борттехник по авиадесантному оборудованию Павел Стацюк.
- Старший воздушный радист — Сергей Кочетов.

Экипаж Рафиса Камалова состоял из 5 человек:
- Командир воздушного судна (КВС) — Рафис Камалов.
- Второй пилот — Андрей Гапон.
- Штурман —Игорь Годованец.
- Бортинженер-инструктор — Константин Язинский.
- Старший воздушный радист — Александр Горбунов.

## Хронология событий
21 июня 2000 года экипаж самолёта Ил-76МД RA-76723 выполнял рейс по доставке 210 призывников и 11 сопровождавших их офицеров по маршруту Оренбург — Махачкала (Уйташ) — Астрахань (Приволжский) — Новосибирск (Толмачёво) — Возжаевка (аэродром). На борту самолёта находилось 2 экипажа — командира воздушного судна (КВС) Андрея Жанновича Зеленко и экипаж КВС Рафиса Камалова. Они сменяли друг друга в каждом из рейсов: Оренбург-2 — Махачкала (Уйташ) выполнял экипаж Рафиса Камалова, Махачкала — Астрахань (Приволжский) — Новосибирск (Толмачёво) выполнял экипаж Андрея Зеленского, Новосибирск (Толмачёво) — Возжаевка (аэродром) выполнял экипаж Рафиса Камалова. Вылет из Оренбурга прошёл без замечаний и самолёт успешно приземлился в Махачкале.
В Махачкале на борт были посажены призывники и офицеры. В Махачкале был международный аэропорт, поэтому заправка самолёта там бы пришлась за свой счёт. Поэтому уже в полдень Ил-76МД уже вылетел из международного аэропорта и через некоторое время прибыл в аэропорт Приволжский. Там самолёт полностью заправили. В Приволжском экипаж находился около 1,5-2 часов. Этот полёт выполняет экипаж Андрея Зеленко. Перед взлётом Зеленко зачитал тренаж по пожару. В 17:00:51 самолёт начал взлёт.
После взлёта самолёт взял курс на Новосибирск. На 3-й минуте полёта прозвучал первый сигнал предостережения — «Проверь сигнализацию!». Экипаж всё проверил, но нарушений не было, и он подумал, что это ложная сигнализация. В 17:11:35 загорелись лампочки отказа насосов перекачки топлива. Эта ситуация была сложной, но не критичной и при тщательном внимании полёт можно было продолжать. Бортинженер перевёл всю топливную систему на бесперебойную подачу керосина в двигатели. Но выработка топлива шла с одной стороны — из баков правого крыла. Тогда начал появляться левый крен, но самолёт слушался рулей и с креном можно было справиться.
Вслед за насосами стали отказывать система управления механизацией, шасси и т. д. Это значило, что начинаются неполадки в электросетях, гидравлической системе. Тогда КВС дал указание проверить автомат защиты сети. Экипаж решил лететь на аэродром Оренбург-2, где уже можно было разобраться с данной ситуацией. Тогда стала повышаться температура в левой гидросистеме. После этого экипаж решает приземляться ближе, штурман предлагал аэродром под Волгоградом — Мариновка, но до туда лететь было слишком долго, поэтому КВС решил лететь на запасной аэродром Энгельс. Наземный диспетчер предложил вернуться на аэродром вылета — Приволжский, на что КВС согласился.
Тогда экипаж связался с руководителем полётов (РИ) аэродрома Приволжский, которому доложил о сложившейся ситуации и о том, что им придётся садиться в Приволжском, на что РИ начал готовить аэродром к экстренной посадке Ил-76. В 17:23:35 у самолёта отказала первая гидросистема, поэтому у самолёта не выпустилась передняя стойка шасси, но второй бортинженер спустился в отсек и включил специальный рычаг для механического выпускания шасси. Когда экипаж начал выпускать механизацию крыла (закрылки и т. д.), самолёт начал крениться влево. В 17:37:59 КВС принял решение садиться без механизации, из-за чего посадка должна проходить на повышенной скорости. В это время начинается пожар в левом крыле. В связи с этим, в 17:38:55 КВС дал команду о подготовке к эвакуации пассажиров. Её должны провести второй экипаж и офицеры. Ещё КВС дал команду принять безопасное положение пассажирам. Во время снижения экипаж открыл аварийные люки.

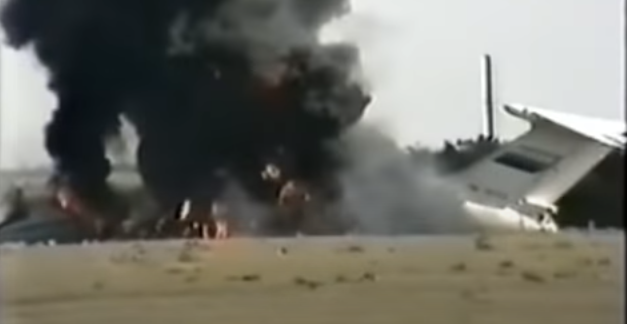
Горящий борт RA-87673

Самолёт прошёл торец взлётно-посадочной полосы (ВПП) на высоте 3 метра. В 17:40:07 самолёт приземлился в 150 метрах от торца на скорости 370 километров в час, что на 130 километров в час превышает обычную посадочную. На 4 двигателях был поставлен реверс, тормоза были полностью использованы, но самолёт почти не реагировал на торможение. При посадке тормозные щитки и спойлеры выпустились только наполовину. 2500 метров полосы было не достаточно, и самолёт выкатился за пределы ВПП. Один из призывников попытался выпрыгнуть из самолёта, но был вовремя остановлен. КВС дал команду выходить штурманам из нижней кабины, чем спас им жизнь. Передняя стойка шасси разрушилась из-за небольшого оврага, и самолёт упал на нос. Всего он проехал около 450 метров после конца ВПП и остановился.
В 17:40:52 КВС дал команду всем покидать самолёт. Примерно за 3 минуты все люди были эвакуированы, несколько из них сломали ноги, вследствие прыжков с большой высоты. Экипаж пытался потушить самолёт огнетушителями, но все попытки были тщетны, ведь огонь уже сильно распространился. К самолёту приехали аэродромные службы, в том числе скорая помощь и пожарные автомобили. После покидания самолёта последним человеком (командиром воздушного судна) самолёт горел, а через, примерно, 4 минуты начали взрываться топливные баки-кессоны. Пожар на самолёте ликвидировать не удалось и он полностью сгорел, осталось только хвостовое оперение. Все люди, находившиеся на борту самолёта, остались живы.

## Расследование
По заключению комиссии причиной авиационного происшествия стало возникновение в полёте пожара в районе между вторым и третьим монорельсами закрылков левого крыла, приведшего к отказам в работе топливной, гидравлической систем и системы управления закрылками, наиболее вероятной причиной возникновения пожара стал конструктивно-производственный недостаток, выразившийся в касании электропроводов жгута СК-11 о трубопровод гидросистемы Г4610901, что привело к нарушению изоляции проводов, их короткому замыканию с последующим прожогом трубопровода и воспламенению топлива АМГ-10;
Самолёт сгорел из-за неприспособленности средств пожаротушения и неподготовленности пожарной команды аэродрома Приволжский для тушения пожаров на воздушных судах с полетной массой более 50 тонн.
Также данной аварии способствовало непринятие разработчиком и изготовителем воздушного судна, а также аппаратом главного инженера ВВС России достаточных мер по предотвращению случаев возникновения пожара в данном отсеке, ранее имевшем место на самолёте Ил-76МД 27 декабря 1991 года на аэродроме Шяуляй, и недостаточная периодичность осмотра состояния электропроводов на заднем лонжероне крыла и отсутствие в технологических картах требований по проверке зазора между электропроводами и элементами конструкции воздушного судна.

В официальном документе комиссии по расследованию чрезвычайного происшествия сказано следующее:
«Благодаря летному мастерству подполковника А. Ж. Зеленко аварийная посадка была выполнена безукоризненно, с приземлением на скорости 370 километров в час на ВПП ограниченных размеров с максимально допустимым посадочным весом, открытием створок реверса внешних двигателей в воздухе, применением полного реверса четырёх двигателей на земле и торможением колес. Предвидя неизбежное выкатывание самолёта за пределы ВПП, подполковник Зеленко заблаговременно дал команду на выход в безопасную зону из нижней передней кабины двум штурманам, чем спас им жизнь. Эвакуация была произведена чётко и организованно, в противоположную от пожара сторону. Командир экипажа покинул самолёт последним, убедившись в отсутствии людей на борту самолёта».

## Награждение экипажа
Командир первого экипажа Андрей Жаннович Зеленко получил звание «Герой Российской Федерации». Все люди из его экипажа были награждены орденами Мужества.
Рафис Камалов и люди из его экипажа были награждены медалями Нестерова.